# ميراندا ديفين
ميراندا ديفين (بالإنجليزية: Miranda Devine)‏ هي صحفية وكاتبة العمود أسترالية، ولدت في 1960.